# Cleveland Browns 1958
La stagione 1958 dei Cleveland Browns è stata la nona della franchigia nella National Football League, la 13ª complessiva. La squadra ebbe un record di 9-3 nella stagione regolare che gli valse il primo posto nella Eastern Conference a pari merito con i New York Giants. Ciò richiese uno spareggio che vide la vittoria dei Giants per 10-0. In quella partita la difesa avversaria tenne Jim Brown a un minimo in carriera di 8 yard corse su 7 tentativi.

## Calendario
| Stagione regolare |              |                        |           |        |          |
| Turno             | Data         | Avversario             | Risultato | Record | Pubblico |
| 1                 | 28 settembre | at Los Angeles Rams    | V 30–27   | 1–0    | 69,993   |
| 2                 | 5 ottobre    | at Pittsburgh Steelers | V 45–12   | 2–0    | 31,130   |
| 3                 | 12 ottobre   | Chicago Cardinals      | V 35–28   | 3–0    | 65,403   |
| 4                 | 19 ottobre   | Pittsburgh Steelers    | V 27–10   | 4–0    | 66,852   |
| 5                 | 26 ottobre   | at Chicago Cardinals   | V 38–24   | 5–0    | 30,933   |
| 6                 | 2 novembre   | New York Giants        | S 17–21   | 5–1    | 78,404   |
| 7                 | 9 novembre   | Detroit Lions          | S 10–30   | 5–2    | 75,563   |
| 8                 | 16 novembre  | at Washington Redskins | V 20–10   | 6–2    | 32,372   |
| 9                 | 23 novembre  | Philadelphia Eagles    | V 28–14   | 7–2    | 51,319   |
| 10                | 30 novembre  | Washington Redskins    | V 21–14   | 8–2    | 33,240   |
| 11                | 7 dicembre   | at Philadelphia Eagles | V 21–14   | 9–2    | 36,773   |
| 12                | 14 dicembre  | at New York Giants     | S 10–13   | 9–3    | 63,192   |

### Playoff
| Playoff    |             |                    |           |        |                |          |         |
| Turno      | Data        | Avversario         | Risultato | Record | Stadio         | Pubblico | Sintesi |
| Conference | 21 dicembre | at New York Giants | S 0–10    | 0–1    | Yankee Stadium | 61,174   | Recap   |

## Classifiche
| NFL Eastern Conference |   |   |   |      |       |     |     |     |
|                        | V | S | P | %    | CONF  | PF  | PS  | STR |
| New York Giants        | 9 | 3 | 0 | .750 | 7–3   | 246 | 183 | V4  |
| Cleveland Browns       | 9 | 3 | 0 | .750 | 8–2   | 302 | 217 | S1  |
| Pittsburgh Steelers    | 7 | 4 | 1 | .636 | 6–3–1 | 261 | 230 | V1  |
| Washington Redskins    | 4 | 7 | 1 | .364 | 3–6–1 | 214 | 268 | V1  |
| Chicago Cardinals      | 2 | 9 | 1 | .182 | 2–7–1 | 261 | 356 | S6  |
| Philadelphia Eagles    | 2 | 9 | 1 | .182 | 2–7–1 | 235 | 306 | S4  |

Note: I pareggi non venivano conteggiati ai fini della classifica fino al 1972.